# Pasirlangu (Cisarua)
Pasirlangu is een bestuurslaag in het regentschap West-Bandung van de provincie West-Java, Indonesië. Pasirlangu telt 9801 inwoners (volkstelling 2010).